# Scott Mann (réalisateur)
Pour les articles homonymes, voir Scott Mann et Mann.
Scott Mann est un réalisateur et producteur britannique.

## Biographie
Scott Mann est originaire de Newton Aycliffe, dans le comté de Durham, en Angleterre. Jeune, il fréquente l'université de Teesside (en), à Middlesbrough, près de la mer du Nord (Angleterre).
En 2001, il écrit une adaptation du livre Flipper's Side de Paul Hodgson et réalise avec Nick Rowntree le film biographique Down Amongst the Dead Men.
En juillet 2007, on apprend qu'il tourne son premier long métrage d'horreur The Tournament. Ce film est projeté, en avant-première mondiale, au Grauman's Chinese Theatre en plein Screamfest Horror Film Festival (en), en octobre 2009.
En 2014, il tourne un thriller Bus 657 (Heist, 2015), avec l'acteur Robert De Niro,.
En 2016, il prépare son tournage Final Score (2018), avec David Bautista.

## Filmographie

### En tant que réalisateur

#### Cinéma

##### Longs métrages
- 2005 : Down Amongst the Dead Men (coréalisé avec Nick Rowntree)
- 2008 : The Tournament
- 2015 : Bus 657 (Heist)
- 2018 : Final Score
- 2022 : Fall

##### Courts métrages
- 1995 : The Sneeze
- 1998 : Planet Pop (vidéo documentaire)
- 2003 : Chaingangs
- 2006 : Pocket Thief
- 2006 : Tug of War

#### Télévision

##### Téléfilms
- 2004 : Celebrities Exposed (documentaire)
- 2011 : The Betty Driver Story (documentaire)

##### Séries télévisions
- 1999 : Antique Fair (documentaire)
- 2018 : Six (saison 2, épisode 6 : Indian Country)
- 2018 : The Oath (3 épisodes)

### En tant que producteur

#### Cinéma

##### Longs métrages
- 2016 : Precious Cargo de Max Adams
- 2018 : Mara de Clive Tonge
- 2021 : Espèces menacées (Endangered Species) de M. J. Bassett (coproducteur délégué)
- 2022 : Fall de lui-même

##### Court métrage
- 2006 : Love Lesson de Clive Tonge

#### Télévision

##### Téléfilms
- 2004 : Celebrities Exposed (documentaire)
- 2011 : The Betty Driver Story (documentaire ; producteur délégué)

## Distinctions

### Récompense
- Festival de film de science-fiction de Londres 2004 : meilleur court métrage Chaingangs (2003)[9]

### Nomination
- British Soap Awards 2007 : meilleure scène spectaculaire de l'année pour Hollyoaks (1995)[9]